# Değirmenaltı, Hüyük
Değirmenaltı là một xã thuộc huyện Hüyük, tỉnh Konya, Thổ Nhĩ Kỳ. Dân số thời điểm năm 2011 là 218 người.